# Dorcadion daratshitshagi
Dorcadion daratshitshagi är en skalbaggsart som beskrevs av Suvorov 1916. Dorcadion daratshitshagi ingår i släktet Dorcadion och familjen långhorningar. Inga underarter finns listade i Catalogue of Life.